# Escala Z
A escala Z, é uma escala comumente usada para trens de brinquedo e ferromodelismo.
A letra "Z" foi escolhida para denominar a escala, pois na época de seu lançamento, não se pensava que fosse possível lançar uma escala ainda menor.

## Histórico
A escala Z, na relação 1:220, foi lançada pela empresa Märklin em 1972, e é uma das menores escalas de modelos de ferromodelismo disponíveis comercialmente com bitola de pista de 6,5 mm. Os trens da escala Z operam em corrente contínua de 0-10 Volts e oferece as mesmas características operacionais de todas as outras pistas para modelos analógicos de corrente contínua. Trens, pistas estruturas e figuras humanas e de animais estão amplamente disponíveis na Europa, América do Norte e Japão fornecidos por vários fabricantes.

## Vídeo
Um vídeo de ferromodelismo "em ação" na escala Z.

## Galeria
- Modelo de um trem experimental chamado Schienenzeppelin fabricado pela Märklin na escala Z.
- Modelos do mesmo trem BR 103: à frente o da escala Z; e ao fundo, o da escala HO.
- Modelos fabricado pela Märklin na escala Z em exposição para venda.
- Um diorama completo: com paisagem, estruturas e locomotivas, feito na escala Z.
- Um vagão na escala Z, com o dedo de um homem próximo a ele para comparação de tamanho.